# تفجير مسجد المشهد 2015
حدث تفجير مسجد المشهد في حي دحضة بمدينة نجران جنوب المملكة العربية السعودية بتاريخ 26 أكتوبر 2015. يُعرف المسجد بأنه ثاني أكبر مسجد للطائفة الاسماعيلية بمدينة نجران.

## خلفية عامة
يعد مسجد المشهد أحد المساجد التاريخية في منطقة نجران، أسسه الشيخ حسين حسين المكرمي أحد شيوخ الطائفة الإسماعيلية في نجران.

## تفاصيل العملية
دخل منفذ العملية إلى المسجد الذي بعد انتهاء صلاة المغرب بملابس شتوية وهيئة مريبة ثم قام بتفجير نفسه. أعلنت وزارة الداخلية السعودية مقتل اثنين وإصابة 27 شخصًا. تبنى تنظيم الدولة الإسلامية العملية من خلال فرعها المُسمى ولاية الحجاز وقالت أن منفذ العملية هو أبو إسحاق الحجازي.

## تحقيقات الحادث
أعلنت وزارة الداخلية السعودية أنه بعد إجراء التحقيقات فإن الانتحاري هو سعد بن سعيد بن سعد الحارثي وهو من مواليد مدينة الطائف السعودية. تم التبليغ عن فقدانه وذهابه إلى سوريا عام 2011 حيث التحق بالتنظيم هناك ثم عاد بصورة غير مشروعة لينفذ هذه العملية. وقد أعلنت وزارة الداخلية السعودية عن عثورها على سيارة الانتحاري الذي فجر نفسه وفيها رسالة موجهة لوالديه تؤكد نيته الإقدام على ارتكاب الجريمة.

## ردود الفعل
- السعودية: قام الأمير جلوي بن عبد العزيز بن مساعد أمير منطقة نجران بنقل تعازي الملك لأسرة علي بن أحمد آل مرضمة، وسعيد بن سالم آل مسعود، اللذين استشهدا في حادثة تفجير مسجد المشهد.[6]
- الجامعة العربية: استنكرت الأمانة العامة لمجلس وزراء الداخلية العرب التفجير المتطرف الذي استهدف أحد بيوت الله في مدينة نجران بعد صلاة المغرب، وأسفر عن استشهاد أحد المصلين وإصابة آخرين.[7]